# Morti il 6 febbraio
| Questa pagina contiene informazioni ricavate automaticamente dalle voci biografiche con l'ausilio del template Bio e di un bot. L'aggiornamento è periodico e automatico e ricostruisce completamente la pagina. Se manca una persona in questa lista, sei pregato di non aggiungerla, ma accertati piuttosto che la sua voce biografica contenga il template Bio e che i dati anagrafici siano correttamente compilati. Se il template Bio manca, inseriscilo tu stesso o, in alternativa, metti l'avviso {{tmp\|Bio}} che ne segnala la mancanza. Se i dati riportati sono sbagliati, correggi direttamente la voce biografica; le modifiche saranno visibili in questa lista entro pochi giorni. Per chiarimenti vedi il progetto biografie. La lista contiene solo le 619 persone che sono citate nell'enciclopedia e per le quali è stato implementato correttamente il template Bio. Pagina aggiornata al 17 ago 2025. |

## V secolo(1)
- 488 - Melis di Ardagh, vescovo, missionario e santo irlandese

## VI secolo(1)
- 540 - Vedasto di Arras, vescovo francese (n. 453)

## VII secolo(1)
- 685 - Hlothhere del Kent, sovrano anglosassone

## VIII secolo(1)
- 780 - Niceta di Costantinopoli

## IX secolo(1)
- 893 - Fozio di Costantinopoli, arcivescovo ortodosso bizantino

## XII secolo(8)
- 1131 - Goffredo di Calw, nobile tedesco
- 1140 - Thurstan, vescovo cattolico francese
- 1143 - Ugo II di Borgogna, duca (n. 1084)
- 1155 - Sigurd II di Norvegia, re norvegese (n. 1133)
- 1158 - Guarino Foscari, cardinale, vescovo cattolico e religioso italiano
- 1169 - Teodoro II d'Armenia, principe
- 1180 - Teresa Fernández de Traba, regina
- 1200 - Kajiwara Kagetoki, samurai giapponese

## XIII secolo(4)
- 1215 - Hōjō Tokimasa, politico giapponese (n. 1138)
- 1219 - Robert Curson, cardinale inglese
- 1289 - Leone III d'Armenia, re armeno
- 1292 - Guglielmo VII del Monferrato, sovrano italiano (n. 1240)

## XIV secolo(5)
- 1308 - Francesco I da Parma, arcivescovo cattolico italiano
- 1327 - Angelo da Furci, presbitero, religioso e beato italiano (n. 1246)
- 1371 - Paola Orsini, nobildonna italiana
- 1378 - Giovanna di Borbone, nobile (n. 1338)
- 1394 - Francesco Moricotti, cardinale e arcivescovo cattolico italiano

## XV secolo(5)
- 1402 - Louis de Sancerre, militare francese
- 1411 - Esaù de' Buondelmonti
- 1463 - Ottone II di Brunswick-Göttingen, nobile tedesco
- 1485 - Ludovico Carbone, poeta, oratore e traduttore italiano (n. 1430)
- 1497 - Johannes Ockeghem, compositore fiammingo

## XVI secolo(14)
- 1504 - Antonio Maria Ordelaffi, nobile italiano (n. 1460)
- 1508 - Ludovico Bruno, vescovo cattolico italiano
- 1515 - Aldo Manuzio, editore, grammatico e umanista italiano
- 1528 - Agnolo Cesi, militare e mecenate italiano (n. 1450)
- 1539 - Giovanni III di Kleve, nobile (n. 1490)
- 1547 - Konrad Adelmann von Adelmannsfelden, umanista tedesco (n. 1462)
- 1552 - Enrico V di Meclemburgo-Schwerin, duca tedesco (n. 1479)
- 1552 - Friedrich Nausea, vescovo cattolico tedesco (n. 1496)
- 1553 - Ernesto di Baden-Durlach, nobile tedesco (n. 1482)
- 1554 - Arnold von Bruck, compositore fiammingo
- 1591 - Anna Sofia di Prussia, principessa prussiana (n. 1527)
- 1593 - Jacques Amyot, vescovo cattolico e scrittore francese (n. 1513)
- 1593 - Ōgimachi, imperatore giapponese (n. 1517)
- 1597 - Francesco Patrizi, filosofo e scrittore italiano (n. 1529)

## XVII secolo(20)
- 1604 - Giandomenico Rebiba, vescovo cattolico italiano
- 1609 - Cesare Benedetti, vescovo cattolico italiano (n. 1539)
- 1624 - Lamoral I di Ligne, diplomatico belga (n. 1563)
- 1625 - Filippo Giulio di Pomerania, nobile tedesco (n. 1584)
- 1636 - Cesare Rinaldi, poeta italiano (n. 1559)
- 1637 - Giovanni Battista Lalli, poeta italiano (n. 1572)
- 1647 - Juan Alfonso Enríquez de Cabrera, militare spagnolo (n. 1597)
- 1651 - Ermanno Augusto di Brandeburgo-Bayreuth, nobile tedesco (n. 1615)
- 1654 - Francesco Mochi, scultore italiano (n. 1580)
- 1660 - Martin de Redin, militare spagnolo (n. 1590)
- 1670 - Nicolas Prévost, pittore francese (n. 1604)
- 1674 - Orazio Ricasoli Rucellai, letterato, filosofo e scienziato italiano (n. 1604)
- 1679 - Margherita de' Medici, duchessa (n. 1612)
- 1680 - Manfredo Settala, scienziato italiano (n. 1600)
- 1683 - Alberto Ernesto I di Oettingen-Oettingen, nobile tedesco (n. 1642)
- 1685 - Carlo II d'Inghilterra, sovrano inglese (n. 1630)
- 1687 - Juan de Jesús, francescano e mistico spagnolo (n. 1615)
- 1694 - Dandara, rivoluzionaria brasiliana
- 1695 - Ahmed II, sultano ottomano (n. 1643)
- 1699 - Giuseppe Ferdinando Leopoldo di Baviera, principe (n. 1692)

## XVIII secolo(23)
- 1706 - Agostino Silva, scultore svizzero (n. 1628)
- 1719 - Köprülü Numan Pascià, politico e militare ottomano (n. 1670)
- 1720 - Johann Christoph Pfaff, teologo tedesco (n. 1651)
- 1731 - François-Paul de Neufville de Villeroy, arcivescovo cattolico francese (n. 1677)
- 1732 - Hans Caspar von Bothmer, diplomatico e politico tedesco (n. 1656)
- 1732 - Anne Scott, I duchessa di Buccleuch, nobile scozzese (n. 1651)
- 1739 - Baldassarre Cattaneo Della Volta Paleologo, nobiluomo e mecenate italiano (n. 1660)
- 1740 - Papa Clemente XII, papa, vescovo cattolico e cardinale italiano (n. 1652)
- 1741 - Maffeo Nicolò Farsetti, arcivescovo cattolico italiano (n. 1677)
- 1745 - Teodor Lubomirski, nobile polacco (n. 1683)
- 1761 - Clemente Augusto di Baviera, arcivescovo cattolico tedesco (n. 1700)
- 1764 - Agatino Maria Reggio Statella, arcivescovo cattolico italiano (n. 1712)
- 1770 - Giovanni Lami, storico, bibliotecario e abate italiano (n. 1697)
- 1773 - Miklós Pálffy de Erdőd, nobile e politico ungherese (n. 1710)
- 1778 - Giovanni Maria Giuseppe Bicetti, letterato, poeta e medico italiano (n. 1708)
- 1783 - Lancelot Brown, architetto del paesaggio inglese (n. 1716)
- 1788 - Parsegh Bedros IV Avkadian (n. 1743)
- 1788 - Vincenzo Fato, pittore italiano (n. 1705)
- 1788 - Maria Anna von Kottulinsky, principessa (n. 1707)
- 1793 - Carlo Goldoni, commediografo e scrittore italiano (n. 1707)
- 1797 - Christian Wink, pittore tedesco (n. 1738)
- 1798 - James Hamilton, II conte di Clanbrassil, militare britannico (n. 1730)
- 1799 - Étienne-Louis Boullée, architetto e teorico dell'architettura francese (n. 1728)

## XIX secolo(77)
- 1802 - Francesco Maria Emanuele Gaetani, storico italiano (n. 1720)
- 1803 - Gasparo Angiolini, coreografo, ballerino e compositore italiano (n. 1731)
- 1804 - Joseph Priestley, chimico e filosofo inglese (n. 1733)
- 1806 - Alessandro Filangieri, generale e politico italiano (n. 1740)
- 1806 - Madame de Montesson, nobildonna francese (n. 1738)
- 1807 - Friedrich August Carus, filosofo tedesco (n. 1770)
- 1807 - John Harvie, politico e avvocato statunitense (n. 1742)
- 1809 - Francesco Azopardi, compositore e organista maltese (n. 1748)
- 1809 - Antoine Joseph Santerre, generale e rivoluzionario francese (n. 1752)
- 1820 - Giovanni Battista Grazioli, compositore e organista italiano (n. 1746)
- 1823 - John Schank, ammiraglio britannico
- 1825 - John Connolly, religioso e vescovo cattolico irlandese (n. 1751)
- 1825 - William Eustis, politico e statistico statunitense (n. 1753)
- 1828 - Francesco Serlupi Crescenzi, cardinale italiano (n. 1755)
- 1833 - Fausto Delhuyar, chimico e mineralogista spagnolo (n. 1755)
- 1833 - Pierre André Latreille, entomologo e aracnologo francese (n. 1762)
- 1835 - Jai Singh III, principe indiano (n. 1819)
- 1838 - Piet Retief, generale e politico boero (n. 1780)
- 1841 - Anton Hasenhut, attore teatrale e comico austriaco (n. 1766)
- 1843 - Hagop Bedros VII Holassian
- 1846 - Vittorio Amedeo Balbo Bertone di Sambuy, nobile, militare e diplomatico italiano (n. 1793)
- 1846 - Heinrich von Bülow, diplomatico tedesco (n. 1792)
- 1848 - Friedrich Christian August Hasse, storico tedesco (n. 1773)
- 1851 - Zaccaria Bricito, arcivescovo cattolico italiano (n. 1802)
- 1851 - Alerino Palma, scrittore, magistrato e rivoluzionario italiano (n. 1776)
- 1851 - John Kirk Townsend, ornitologo e naturalista statunitense (n. 1809)
- 1853 - Anastasio Bustamante, politico messicano (n. 1780)
- 1853 - August Kopisch, pittore e poeta tedesco (n. 1799)
- 1853 - Josef von Kudler, economista e giurista austriaco (n. 1786)
- 1854 - Antonio Castagnaro, missionario italiano (n. 1826)
- 1854 - Giuseppe Luigi Provana di Collegno, politico italiano (n. 1785)
- 1855 - Josef Munzinger, politico svizzero (n. 1791)
- 1858 - Francesco Aventi, letterato, librettista e musicista italiano (n. 1779)
- 1858 - Friedrich Creuzer, filologo e archeologo tedesco (n. 1771)
- 1858 - Charles Desnoyer, attore teatrale, commediografo e direttore teatrale francese (n. 1806)
- 1858 - Adriano Fieschi, cardinale italiano (n. 1788)
- 1858 - Pompeo Marchesi, scultore italiano (n. 1783)
- 1859 - Francesco Calabrò, medico italiano (n. 1776)
- 1861 - Charles-Jean Avisseau, ceramista francese (n. 1795)
- 1863 - Christoph Bernoulli, economista e naturalista svizzero (n. 1782)
- 1863 - Carl Ludwig Frommel, pittore e incisore tedesco (n. 1789)
- 1863 - Matthias Schraudolph, pittore tedesco
- 1864 - Marcus Morton, avvocato, giurista e politico statunitense (n. 1784)
- 1864 - Frederic Tudor, mercante statunitense (n. 1783)
- 1865 - Isabella Beeton, giornalista e scrittrice britannica (n. 1836)
- 1866 - Juan Gregorio de Las Heras, politico e militare argentino (n. 1780)
- 1867 - Alessandro Manfredi Luserna d'Angrogna, generale italiano (n. 1800)
- 1869 - Carlo Cattaneo, patriota, filosofo e politico italiano (n. 1801)
- 1872 - Joseph Gratry, scrittore, teologo e presbitero francese (n. 1805)
- 1873 - Władysław Wincenty Krasiński, nobile e scrittore polacco (n. 1844)
- 1874 - Domenico Promis, numismatico e bibliotecario italiano (n. 1804)
- 1874 - John Pye, incisore inglese (n. 1782)
- 1874 - Mayer Amschel de Rothschild, politico britannico (n. 1818)
- 1875 - Charles Anderson-Pelham, III conte di Yarborough, nobile inglese (n. 1835)
- 1875 - Raffaele Sonzogno, giornalista e politico italiano (n. 1829)
- 1879 - Miķelis Krogzemis, poeta lettone (n. 1850)
- 1880 - Ferenc Csepreghy, commediografo ungherese (n. 1842)
- 1882 - Gaetano Fasanotti, pittore italiano (n. 1831)
- 1883 - Ignazio Genuardi, politico italiano (n. 1819)
- 1883 - Felice Scifoni, scrittore, patriota e notaio italiano (n. 1802)
- 1886 - Nicomede Bianchi, politico, patriota e storico italiano (n. 1818)
- 1892 - Reginaldo Ansidei, politico italiano (n. 1823)
- 1892 - Santo Bertelli, pittore e scultore italiano (n. 1840)
- 1894 - Theodor Billroth, medico tedesco (n. 1829)
- 1894 - Maria Deraismes, scrittrice e giornalista francese (n. 1828)
- 1894 - Père Tanguy, mercante d'arte e collezionista d'arte francese (n. 1825)
- 1896 - Julie Dorus-Gras, soprano belga (n. 1805)
- 1896 - John Gibbon, generale statunitense (n. 1827)
- 1896 - Paul d'Oubril, diplomatico russo (n. 1818)
- 1897 - Raffaele Cadorna, generale e politico italiano (n. 1815)
- 1898 - Abdul Samad di Selangor, sovrano malese (n. 1804)
- 1898 - Franz Curti, compositore svizzero (n. 1854)
- 1899 - Alfredo di Sassonia-Coburgo-Gotha, nobile (n. 1874)
- 1899 - Domenico Capitanio, abate, predicatore e scrittore italiano (n. 1814)
- 1899 - Leo von Caprivi, generale e politico tedesco (n. 1831)
- 1900 - Elia Benamozegh, rabbino italiano (n. 1823)
- 1900 - Pëtr Lavrovič Lavrov, giornalista, filosofo e rivoluzionario russo (n. 1823)

## XX secolo(285)
- 1901 - Emilio De Marchi, scrittore, poeta e traduttore italiano (n. 1851)
- 1902 - Luigi Archinti, pittore, grafico e critico d'arte italiano (n. 1825)
- 1902 - Agostino Ciasca, cardinale e orientalista italiano (n. 1835)
- 1902 - Gaetano Mariotti, politico italiano (n. 1846)
- 1902 - Clémence Royer, filosofa e scienziata francese (n. 1830)
- 1903 - Petko Karavelov, politico bulgaro (n. 1843)
- 1904 - Federico Ashton, pittore italiano (n. 1836)
- 1904 - Utagawa Yoshiiku, incisore e pittore giapponese (n. 1833)
- 1905 - Timoteo Bertelli, presbitero e matematico italiano (n. 1826)
- 1905 - Wilhelmine Bonzel, religiosa tedesca (n. 1830)
- 1905 - Eduard Richter, geografo austriaco (n. 1847)
- 1906 - Anton Menger, giurista e economista austriaco (n. 1841)
- 1906 - Wilhelm von Rümann, scultore e medaglista tedesco (n. 1850)
- 1908 - John Wellesley Thomas, politico e militare britannico (n. 1822)
- 1909 - Giacinto Arcangeli, vescovo cattolico italiano (n. 1833)
- 1909 - Robert Trewhella, ingegnere inglese (n. 1830)
- 1910 - Alfonso Maria Fusco, presbitero italiano (n. 1839)
- 1912 - Jack Guiney, pesista statunitense (n. 1882)
- 1913 - Francesco Spinelli, presbitero italiano (n. 1853)
- 1915 - Mario Martelli, avvocato e politico italiano (n. 1838)
- 1915 - Nicolò Rezzara, sociologo e politico italiano (n. 1848)
- 1916 - Michele Cardella, vescovo cattolico italiano (n. 1845)
- 1916 - Rubén Darío, poeta, giornalista e diplomatico nicaraguense (n. 1867)
- 1916 - Isala Van Diest, medica e attivista belga (n. 1842)
- 1917 - Julius Bernstein, fisiologo tedesco (n. 1839)
- 1918 - Charles Edward Faxon, illustratore e botanico statunitense (n. 1846)
- 1918 - Enrico Golisciani, librettista italiano (n. 1848)
- 1918 - Gustav Klimt, pittore austriaco (n. 1862)
- 1919 - Giovanni Battista Pagano Guarnaschelli, politico e magistrato italiano (n. 1836)
- 1919 - Michele Paternò Castello di Bicocca, politico italiano (n. 1837)
- 1920 - Gustav Huguenin, medico e patologo svizzero (n. 1840)
- 1921 - Antonio Tambosi, politico, imprenditore e mecenate italiano (n. 1853)
- 1922 - Giovanni Marradi, poeta e scrittore italiano (n. 1851)
- 1922 - Francis Henry May, diplomatico inglese (n. 1860)
- 1922 - Giovanni Pelleschi, ingegnere italiano (n. 1845)
- 1922 - John Smith, condottiero nativo americano
- 1923 - Edward Emerson Barnard, astronomo statunitense (n. 1857)
- 1923 - Adolf Heyduk, poeta e scrittore ceco (n. 1835)
- 1926 - Luigi Sessa, calciatore e arbitro di calcio italiano (n. 1886)
- 1926 - Wolf Wilhelm Friedrich von Baudissin, teologo tedesco (n. 1847)
- 1927 - Matteo Correa Magallanes, presbitero messicano (n. 1866)
- 1927 - Francesco Pulci, presbitero, letterato e storico italiano (n. 1848)
- 1928 - Gastone Sozzi, politico italiano (n. 1903)
- 1929 - Dante Guindani, ciclista su strada italiano (n. 1899)
- 1929 - Minnie Hauk, soprano statunitense (n. 1851)
- 1929 - Maria Cristina d'Asburgo-Teschen, principessa (n. 1858)
- 1929 - Pasquale Melucci, giurista italiano (n. 1854)
- 1930 - Rosalia Gwis Adami, attivista, scrittrice e traduttrice italiana (n. 1880)
- 1931 - Motilal Nehru, politico indiano (n. 1861)
- 1932 - Hermann Ottomar Herzog, pittore tedesco (n. 1832)
- 1932 - Augusto Leguía y Salcedo, politico peruviano (n. 1863)
- 1933 - Lee Morris, attore statunitense (n. 1863)
- 1934 - Giovanni Di Pirro, matematico italiano (n. 1869)
- 1936 - Vladimír Roy, poeta, traduttore e pastore protestante slovacco (n. 1885)
- 1936 - Wilhelm Solf, politico e diplomatico tedesco (n. 1862)
- 1936 - Arthur Wynne, generale britannico (n. 1846)
- 1937 - Americo Enrico Lauro, regista italiano (n. 1879)
- 1937 - Pier Adolfo Tirindelli, compositore, violinista e direttore d'orchestra italiano (n. 1858)
- 1938 - Giuseppe Collino, calciatore italiano (n. 1889)
- 1938 - Marianne von Werefkin, pittrice russa (n. 1860)
- 1939 - Georges Gardet, scultore francese (n. 1863)
- 1939 - Leopoldo Granata, biologo italiano (n. 1885)
- 1939 - Sayaji Rao Gaekwad III, principe indiano (n. 1863)
- 1941 - Teresa Labriola, avvocata e attivista italiana (n. 1874)
- 1941 - Maximilien Luce, pittore francese (n. 1858)
- 1942 - Jacob Merkelbach, fotografo olandese (n. 1877)
- 1942 - Mario Savini, militare italiano (n. 1915)
- 1943 - Arturo Rietti, pittore italiano (n. 1863)
- 1943 - Carlo Vacondio, calciatore italiano (n. 1898)
- 1944 - Armando Bachi, generale italiano (n. 1883)
- 1944 - Ettore Felice Camerino, antiquario italiano (n. 1870)
- 1944 - Frances Ivens, ginecologa e chirurga britannica (n. 1870)
- 1944 - Rudolf Levy, pittore tedesco (n. 1875)
- 1944 - Astolfo Lunardi, antifascista e partigiano italiano (n. 1891)
- 1944 - Virginia Montalcini, italiana (n. 1920)
- 1944 - František Schulz, pallanuotista cecoslovacco (n. 1909)
- 1944 - Sissel Vogelmann, italiano (n. 1935)
- 1945 - Line Marsa, cantante francese (n. 1895)
- 1945 - Alberto Araldi, carabiniere e partigiano italiano (n. 1912)
- 1945 - Robert Brasillach, scrittore, giornalista e poeta francese (n. 1909)
- 1945 - Omero Ciai, partigiano italiano (n. 1923)
- 1945 - Erminio Ferretto, partigiano italiano (n. 1915)
- 1945 - Fausto Fornaci, militare e aviatore italiano (n. 1917)
- 1945 - František Getreuer, pallanuotista cecoslovacco (n. 1906)
- 1945 - Géza Kertész, calciatore e allenatore di calcio ungherese (n. 1894)
- 1945 - István Tóth, allenatore di calcio e calciatore ungherese (n. 1891)
- 1945 - Giorgi Varazashvili, partigiano e militare georgiano (n. 1914)
- 1945 - Lodovico Vigilante, poliziotto italiano (n. 1882)
- 1945 - Francesco Viviani, antifascista italiano (n. 1891)
- 1946 - Justus D. Barnes, attore statunitense (n. 1862)
- 1946 - Oswald Kabasta, musicista e direttore d'orchestra austriaco (n. 1896)
- 1946 - Vettore Zanetti Zilla, pittore italiano (n. 1864)
- 1947 - Max Gülstorff, attore tedesco (n. 1882)
- 1947 - Theodor Nauman, pallanuotista svedese (n. 1885)
- 1947 - Justus Scrafford, mezzofondista statunitense (n. 1878)
- 1948 - Herman Mishkin, fotografo russo (n. 1870)
- 1948 - Otto von Stülpnagel, generale tedesco (n. 1878)
- 1949 - Hiroaki Abe, ammiraglio giapponese (n. 1889)
- 1949 - Ulrich Greifelt, generale tedesco (n. 1896)
- 1949 - Harry Rapf, produttore cinematografico statunitense (n. 1880)
- 1950 - John C. Lodge, politico statunitense (n. 1862)
- 1952 - Constantin Argetoianu, politico rumeno (n. 1871)
- 1952 - Gaetano Basile, medico e igienista italiano (n. 1864)
- 1952 - Giorgio VI del Regno Unito, sovrano britannico (n. 1895)
- 1952 - Anacleto Milani, presbitero italiano (n. 1883)
- 1952 - Ottorino Rizzi, politico, partigiano e avvocato italiano (n. 1904)
- 1953 - Paul Berthier, compositore e organista francese (n. 1884)
- 1953 - Richard Boyle, canottiere britannico (n. 1888)
- 1953 - Luigi Parpagliolo, scrittore e naturalista italiano (n. 1862)
- 1954 - Paul Althouse, tenore statunitense (n. 1889)
- 1954 - Friedrich Meinecke, storico tedesco (n. 1862)
- 1955 - Attilio Mariotti, politico italiano (n. 1882)
- 1956 - Henri Chrétien, fisico e astronomo francese (n. 1879)
- 1956 - Ennis Hayes, calciatore argentino (n. 1896)
- 1957 - Giuseppe Raga, poeta italiano (n. 1873)
- 1958 - Geoff Bent, calciatore inglese (n. 1932)
- 1958 - Roger Byrne, calciatore inglese (n. 1929)
- 1958 - Eddie Colman, calciatore inglese (n. 1936)
- 1958 - Walter Crickmer, allenatore di calcio e dirigente sportivo inglese (n. 1899)
- 1958 - Jo Deuk-jun, cestista e allenatore di pallacanestro sudcoreano (n. 1915)
- 1958 - Mark Jones, calciatore inglese (n. 1933)
- 1958 - Charles Langbridge Morgan, scrittore, critico teatrale e drammaturgo inglese (n. 1894)
- 1958 - David Pegg, calciatore inglese (n. 1935)
- 1958 - Frank Swift, giornalista e calciatore inglese (n. 1913)
- 1958 - Tommy Taylor, calciatore inglese (n. 1932)
- 1958 - Bert Whalley, calciatore e allenatore di calcio britannico (n. 1912)
- 1958 - Liam Whelan, calciatore irlandese (n. 1935)
- 1959 - Konkordija Evgen'evna Antarova, contralto russo (n. 1886)
- 1959 - Frank Riseley, tennista britannico (n. 1877)
- 1959 - Erwin Stalder, calciatore svizzero (n. 1908)
- 1960 - Ciro Andreatta, geologo italiano (n. 1906)
- 1960 - Karl Maybach, ingegnere e imprenditore tedesco (n. 1879)
- 1960 - Albino Ottavio Stella, politico italiano (n. 1884)
- 1961 - Lodovico Barassi, giurista italiano (n. 1873)
- 1961 - Lawrence Dundas, II marchese di Zetland, politico inglese (n. 1876)
- 1961 - Giovanni Milani, avvocato e politico italiano (n. 1883)
- 1961 - Leslie Archibald Powell, militare e aviatore britannico (n. 1896)
- 1962 - Roy Atwell, attore statunitense (n. 1878)
- 1962 - Edmund Bergler, psicoanalista austriaco (n. 1899)
- 1962 - Candido Portinari, pittore brasiliano (n. 1903)
- 1962 - Teodósio Clemente de Gouveia, cardinale e arcivescovo cattolico portoghese (n. 1889)
- 1962 - Enrico Tosi, politico italiano (n. 1906)
- 1963 - Abd el-Krim, condottiero e rivoluzionario berbero (n. 1882)
- 1963 - Oronzo Caldarola, vescovo cattolico italiano (n. 1871)
- 1963 - Gérard d'Houville, scrittrice francese (n. 1875)
- 1963 - Orazio Lazzarino, fisico e matematico italiano (n. 1880)
- 1963 - Piero Manzoni, artista italiano (n. 1933)
- 1964 - Emilio Aguinaldo, generale e politico filippino (n. 1869)
- 1964 - Rajkumari Amrit Kaur, politica e attivista indiana (n. 1889)
- 1964 - Guido Pedroni, calciatore italiano (n. 1883)
- 1965 - Enrico Carzino, calciatore italiano (n. 1897)
- 1965 - Grace James, scrittrice inglese (n. 1882)
- 1965 - Koos Köhler, pallanuotista olandese (n. 1905)
- 1965 - Ferdinando Pomati, calciatore italiano (n. 1899)
- 1965 - Federico Vittorio di Hohenzollern-Sigmaringen, principe (n. 1891)
- 1966 - Roy F. Overbaugh, direttore della fotografia statunitense (n. 1882)
- 1966 - Adile Zogu, principessa albanese (n. 1890)
- 1967 - Martine Carol, attrice francese (n. 1920)
- 1967 - Charles Heerey, arcivescovo cattolico e missionario irlandese (n. 1890)
- 1967 - Henry Morgenthau Jr., politico statunitense (n. 1891)
- 1967 - Hans Jacob Nielsen, pugile danese (n. 1899)
- 1968 - Nick Adams, attore statunitense (n. 1931)
- 1968 - Giuseppe Borrelli, politico italiano (n. 1910)
- 1970 - Saverio Fiducia, giornalista italiano (n. 1878)
- 1970 - Roscoe Karns, attore statunitense (n. 1891)
- 1970 - Giulio Maier, politico italiano (n. 1913)
- 1971 - John Dora, calciatore scozzese (n. 1905)
- 1971 - József Fogl, calciatore ungherese (n. 1897)
- 1971 - Adda Gleason, attrice statunitense (n. 1888)
- 1971 - Recha Sternbuch, attivista svizzera (n. 1905)
- 1972 - Emil Maurice, politico e generale tedesco (n. 1897)
- 1972 - Julian Steward, antropologo statunitense (n. 1902)
- 1972 - Llewellyn Thompson, diplomatico statunitense (n. 1904)
- 1973 - Almir Pernambuquinho, calciatore brasiliano (n. 1937)
- 1973 - Ira Sprague Bowen, astronomo statunitense (n. 1898)
- 1973 - George Pearson, regista inglese (n. 1875)
- 1973 - Nick Stabulas, batterista statunitense (n. 1929)
- 1975 - Keith Park, aviatore e generale neozelandese (n. 1892)
- 1976 - Jan van Breda Kolff, calciatore olandese (n. 1894)
- 1976 - Martin Gareis, generale tedesco (n. 1891)
- 1976 - Ritwik Ghatak, regista e scrittore indiano (n. 1925)
- 1976 - Vince Guaraldi, compositore, pianista e musicista statunitense (n. 1928)
- 1977 - Renato Barborini, poliziotto italiano (n. 1950)
- 1977 - Luigi D'Andrea, militare italiano (n. 1945)
- 1977 - Hermann Felsner, calciatore e allenatore di calcio austriaco (n. 1889)
- 1977 - Gustave Gilbert, psicologo statunitense (n. 1911)
- 1978 - Armando de Almeida, calciatore brasiliano (n. 1893)
- 1978 - Erasmo Iacovone, calciatore italiano (n. 1952)
- 1979 - Margaret Harwood, astronoma statunitense (n. 1885)
- 1979 - Issa Aleksandrovič Pliev, generale sovietico (n. 1903)
- 1980 - Maurizio Arnesano, poliziotto italiano (n. 1960)
- 1980 - George Decker, generale statunitense (n. 1902)
- 1980 - Ivan Matteo Lombardo, politico italiano (n. 1902)
- 1980 - Umberto Rizzitano, arabista e islamista italiano (n. 1913)
- 1980 - Franz Schafheitlin, attore tedesco (n. 1895)
- 1981 - Elena Borgo, attrice italiana (n. 1910)
- 1981 - Ludwig Damminger, calciatore tedesco (n. 1913)
- 1981 - Federica di Hannover, duchessa e principessa tedesca (n. 1917)
- 1981 - Hugo Montenegro, compositore e direttore d'orchestra statunitense (n. 1925)
- 1981 - Marta Robin, mistica francese (n. 1902)
- 1981 - Giovanni Stradone, pittore italiano (n. 1911)
- 1982 - Ivan Gajer, calciatore croato (n. 1909)
- 1982 - Ben Nicholson, pittore britannico (n. 1894)
- 1982 - Frank Wilde, tennista e tennistavolista britannico (n. 1911)
- 1983 - Li Meishu, artista, pittore e scultore taiwanese (n. 1902)
- 1984 - Jorge Guillén, poeta e scrittore spagnolo (n. 1893)
- 1984 - Vittoria Quarenghi, politica italiana (n. 1934)
- 1984 - Giuseppe Santovito, generale italiano (n. 1918)
- 1984 - Solomon Schonfeld, rabbino britannico (n. 1912)
- 1985 - James Hadley Chase, scrittore britannico (n. 1906)
- 1985 - Shlomo Dov Goitein, orientalista tedesco (n. 1900)
- 1985 - Inger Hagerup, scrittrice norvegese (n. 1905)
- 1985 - Neil McCarthy, attore britannico (n. 1932)
- 1985 - Marisa Mori, pittrice italiana (n. 1900)
- 1985 - Carmine Tripodi, carabiniere italiano (n. 1960)
- 1986 - Carlo Francavilla, politico e giornalista italiano (n. 1916)
- 1986 - Irene Genna, attrice italiana (n. 1931)
- 1986 - Sergio Iesi, schermidore italiano (n. 1912)
- 1986 - Ray Moyer, scenografo statunitense (n. 1898)
- 1986 - Marty Reiter, cestista statunitense (n. 1911)
- 1986 - John C. H. Wu, giurista e scrittore cinese (n. 1899)
- 1987 - Lina Marengo, attrice italiana (n. 1888)
- 1987 - Giuseppe Selmi, violoncellista e compositore italiano (n. 1912)
- 1988 - Luigi Baron, aviatore italiano (n. 1917)
- 1988 - Gary Berland, giocatore di poker statunitense (n. 1950)
- 1988 - Giuseppe Della Frera, calciatore italiano (n. 1924)
- 1988 - Carmen Polo, I signora di Meirás, nobildonna spagnola (n. 1900)
- 1989 - André Cayatte, scrittore, giornalista e regista francese (n. 1909)
- 1989 - Agustín Cotorruelo, economista, politico e dirigente sportivo spagnolo (n. 1925)
- 1989 - Ron Field, regista teatrale e coreografo statunitense (n. 1933)
- 1989 - Chris Gueffroy, tedesco (n. 1968)
- 1989 - King Tubby, produttore discografico giamaicano (n. 1941)
- 1989 - Filiberto Menna, storico dell'arte italiano (n. 1926)
- 1989 - Emanuela Savio, politica italiana (n. 1916)
- 1989 - Aldo Trionfo, regista teatrale e attore teatrale italiano (n. 1921)
- 1989 - Barbara Tuchman, scrittrice, giornalista e storica statunitense (n. 1912)
- 1990 - John Merivale, attore britannico (n. 1917)
- 1990 - Jean Sécember, calciatore francese (n. 1911)
- 1990 - Jimmy Van Heusen, compositore e pianista statunitense (n. 1913)
- 1991 - Salvatore Luria, medico, genetista e biologo italiano (n. 1912)
- 1991 - Bassett Maguire, botanico statunitense (n. 1904)
- 1991 - Danny Thomas, attore, produttore televisivo e regista statunitense (n. 1912)
- 1991 - María Zambrano, filosofa e saggista spagnola (n. 1904)
- 1992 - Geert Holvast, poliziotto olandese (n. 1917)
- 1992 - David Maria Turoldo, presbitero, teologo e filosofo italiano (n. 1916)
- 1993 - Arthur Ashe, tennista statunitense (n. 1943)
- 1993 - George Bellew, ufficiale irlandese (n. 1899)
- 1993 - Ruggero Biancani, discobolo e pesista italiano (n. 1915)
- 1993 - Bruno Bosco, politico italiano (n. 1925)
- 1993 - Walter Kelly, calciatore scozzese (n. 1929)
- 1993 - Ion Negoițescu, scrittore, poeta e saggista romeno (n. 1921)
- 1994 - Joseph Cotten, attore statunitense (n. 1905)
- 1994 - Norman Del Mar, direttore d'orchestra, cornista e biografo britannico (n. 1919)
- 1994 - Felice Gremo, ciclista su strada italiano (n. 1901)
- 1994 - Jack Kirby, fumettista statunitense (n. 1917)
- 1994 - Aurora Mardiganian, attrice e scrittrice armena (n. 1901)
- 1994 - Gwen Watford, attrice britannica (n. 1927)
- 1995 - Edy Campagnoli, conduttrice televisiva e modella italiana (n. 1934)
- 1995 - Mira Lobe, scrittrice austriaca (n. 1913)
- 1995 - Maruja Mallo, pittrice spagnola (n. 1902)
- 1995 - James Merrill, poeta statunitense (n. 1926)
- 1995 - Art Taylor, batterista statunitense (n. 1929)
- 1995 - Mario Venanzi, politico e avvocato italiano (n. 1913)
- 1996 - Guy Madison, attore statunitense (n. 1922)
- 1996 - Riccardo Paladini, annunciatore televisivo e giornalista italiano (n. 1925)
- 1996 - Aḥmad Ezz al-Dīn Helāl, politico e ingegnere egiziano (n. 1924)
- 1997 - Angelo Blasi, italiano (n. 1907)
- 1997 - Roger Laurent, pilota di Formula 1 belga (n. 1913)
- 1997 - Ostavo Mincarelli, calciatore e allenatore di calcio italiano (n. 1918)
- 1998 - Bruno Boni, politico e dirigente sportivo italiano (n. 1918)
- 1998 - Falco, cantante e musicista austriaco (n. 1957)
- 1998 - Tony LeVier, aviatore statunitense (n. 1913)
- 1998 - Maurits Van Herzele, ciclista su strada belga (n. 1917)
- 1998 - Carl Wilson, musicista statunitense (n. 1946)
- 1998 - Nazim al-Qudsi, politico siriano (n. 1906)
- 1998 - Claude Érignac, prefetto francese (n. 1937)
- 1999 - Erwin Blask, martellista tedesco (n. 1910)
- 1999 - Ottorino Davighi, prete italiano (n. 1920)
- 1999 - Danny Dayton, attore statunitense (n. 1923)
- 1999 - Jurij Istomin, calciatore sovietico (n. 1944)
- 1999 - Audrey Westphal, attrice e ballerina statunitense (n. 1922)
- 2000 - Sándor Balogh, calciatore ungherese (n. 1920)
- 2000 - Giacomo Marchello, politico e militare italiano (n. 1915)
- 2000 - Bill Riebe, cestista statunitense (n. 1917)
- 2000 - Klaus Wagner, matematico tedesco (n. 1910)

## XXI secolo(172)
- 2001 - Antonio Covolo, ciclista su strada, ciclocrossista e dirigente sportivo italiano (n. 1920)
- 2001 - Piero Della Seta, politico, saggista e giornalista italiano (n. 1922)
- 2001 - Steve Halaiko, pugile statunitense (n. 1908)
- 2001 - Folke Lind, calciatore svedese (n. 1913)
- 2001 - Richard William Southern, storico e medievista inglese (n. 1912)
- 2002 - Lucien Golvin, storico dell'arte francese (n. 1908)
- 2002 - Wendell Marshall, contrabbassista statunitense (n. 1920)
- 2002 - Max Perutz, biologo e cristallografo austriaco (n. 1914)
- 2002 - Yehoshua Rozin, allenatore di pallacanestro israeliano (n. 1918)
- 2002 - Guy Stockwell, attore statunitense (n. 1933)
- 2003 - António Bentes, calciatore portoghese (n. 1927)
- 2003 - José Craveirinha, poeta mozambicano (n. 1922)
- 2003 - René Haby, politico francese (n. 1919)
- 2003 - Martin Roth, militare tedesco (n. 1914)
- 2004 - Jovan Cokić, calciatore jugoslavo (n. 1927)
- 2004 - Humphry Osmond, psichiatra inglese (n. 1917)
- 2004 - Carlo Zaghi, giornalista e storico italiano (n. 1910)
- 2005 - Saro Balsamo, editore italiano (n. 1930)
- 2005 - Lazar' Naumovič Berman, pianista russo (n. 1930)
- 2005 - Adu Celso, pilota motociclistico brasiliano (n. 1945)
- 2005 - Hubert Curien, fisico francese (n. 1924)
- 2005 - Merle Kilgore, cantante e manager statunitense (n. 1934)
- 2005 - Liana Millu, scrittrice, partigiana e superstite dell'Olocausto italiana (n. 1914)
- 2005 - Giuliana Rossi, attrice italiana (n. 1933)
- 2005 - Martino Scovacricchi, politico italiano (n. 1921)
- 2006 - Danilo De' Cocci, avvocato e politico italiano (n. 1916)
- 2006 - Pedro Gonzalez Gonzalez, attore statunitense (n. 1925)
- 2006 - Franco Tedeschi, politico italiano (n. 1922)
- 2006 - Antonio Maria Travia, arcivescovo cattolico italiano (n. 1914)
- 2006 - Karl von Wendt, pilota automobilistico tedesco (n. 1937)
- 2007 - Wolfgang Bartels, sciatore alpino e allenatore di sci alpino tedesco (n. 1940)
- 2007 - Nenè Geraci, mafioso italiano (n. 1917)
- 2007 - Gianni Grassi, scrittore e giornalista italiano (n. 1938)
- 2007 - Gérard Herter, attore tedesco (n. 1920)
- 2007 - Thomas G. Rosenmeyer, filologo classico e grecista tedesco (n. 1920)
- 2007 - Kadri Roshi, attore cinematografico albanese (n. 1917)
- 2007 - Willye White, lunghista e velocista statunitense (n. 1939)
- 2008 - Charles Borck, cestista filippino (n. 1917)
- 2008 - Enzo D'Angelo, pallanuotista italiano (n. 1951)
- 2008 - Stefano Raise, calciatore italiano (n. 1932)
- 2008 - Tony Rolt, pilota automobilistico e ingegnere inglese (n. 1918)
- 2009 - Chink Alterman, cestista statunitense (n. 1922)
- 2009 - Philip Carey, attore statunitense (n. 1925)
- 2009 - Johannes Cladders, critico d'arte tedesco (n. 1924)
- 2009 - Federica Galli, artista italiana (n. 1932)
- 2009 - Erminio Maffioletti, pittore e scultore italiano (n. 1913)
- 2009 - Raimo Manninen, sciatore alpino e allenatore di sci alpino finlandese (n. 1940)
- 2009 - Pierre Molinéris, ciclista su strada e dirigente sportivo francese (n. 1920)
- 2009 - Joseph N'Diaye, scrittore senegalese (n. 1922)
- 2009 - James Whitmore, attore statunitense (n. 1921)
- 2010 - Luigi Bertoli, calciatore italiano (n. 1928)
- 2010 - John Dankworth, sassofonista, musicista e compositore britannico (n. 1927)
- 2010 - Kipkemboi Kimeli, mezzofondista e maratoneta keniota (n. 1966)
- 2011 - Giovanni Bollea, psichiatra italiano (n. 1913)
- 2011 - Andrée Chedid, poetessa e scrittrice egiziana (n. 1920)
- 2011 - Isabelle Corey, attrice francese (n. 1939)
- 2011 - Luigi Di Mauro, sindacalista e politico italiano (n. 1920)
- 2011 - Josefa Iloilo, politico figiano (n. 1920)
- 2011 - Gary Moore, chitarrista, cantautore e compositore britannico (n. 1952)
- 2011 - William Morais, calciatore brasiliano (n. 1991)
- 2011 - Ken Olsen, ingegnere statunitense (n. 1926)
- 2011 - Basilio Reale, poeta italiano (n. 1934)
- 2012 - Peter Breck, attore statunitense (n. 1929)
- 2012 - Francesco Galgano, giurista e avvocato italiano (n. 1932)
- 2012 - Alfonso Lacedelli, sciatore alpino e bobbista italiano (n. 1917)
- 2012 - Juan Vicente Lezcano, calciatore paraguaiano (n. 1937)
- 2012 - Giacomo Martina, presbitero e storico italiano (n. 1924)
- 2012 - David Rosenhan, docente statunitense (n. 1929)
- 2012 - Antoni Tàpies, pittore, scultore e storico dell'arte spagnolo (n. 1923)
- 2012 - Matthew Tawo Mbu, politico nigeriano (n. 1929)
- 2012 - István Udvardi, pallanuotista ungherese (n. 1960)
- 2012 - Janice Voss, astronauta statunitense (n. 1956)
- 2013 - Chokri Belaid, politico e avvocato tunisino (n. 1964)
- 2013 - Menachem Elon, giurista israeliano (n. 1923)
- 2013 - Gudrun Genest, attrice e doppiatrice tedesca (n. 1914)
- 2013 - Mo-Do, cantante e modello italiano (n. 1966)
- 2013 - Douglas Joseph Warren, vescovo cattolico australiano (n. 1919)
- 2014 - Ralph Kiner, giocatore di baseball statunitense (n. 1922)
- 2014 - Maxine Kumin, poetessa e scrittrice statunitense (n. 1925)
- 2014 - Girolamo Palermo, mafioso statunitense (n. 1938)
- 2014 - Vaçe Zela, cantante albanese (n. 1939)
- 2015 - André Brink, scrittore sudafricano (n. 1935)
- 2015 - Assia Djebar, scrittrice, poetessa e saggista algerina (n. 1936)
- 2015 - Jacques Kamb, fumettista e sceneggiatore francese (n. 1933)
- 2015 - Kayla Mueller, attivista statunitense (n. 1988)
- 2015 - Alan Nunnelee, politico statunitense (n. 1958)
- 2015 - Oleg Černikov, scacchista russo (n. 1936)
- 2016 - Jules Boes, cestista belga (n. 1927)
- 2016 - Daniel Gerson, sceneggiatore e doppiatore statunitense (n. 1966)
- 2016 - Dan Hicks, cantautore e chitarrista statunitense (n. 1941)
- 2016 - York Larese, cestista e allenatore di pallacanestro statunitense (n. 1938)
- 2016 - Giacomo Tachis, enologo italiano (n. 1933)
- 2016 - Eddy Wally, cantante belga (n. 1932)
- 2017 - Irwin Corey, attore, comico e attivista statunitense (n. 1914)
- 2017 - José Gea Escolano, vescovo cattolico spagnolo (n. 1929)
- 2017 - Inge Keller, attrice tedesca (n. 1923)
- 2017 - John Kyndbøl, dirigente sportivo e calciatore danese (n. 1941)
- 2017 - Luis Pedro Santamarina, ciclista su strada spagnolo (n. 1942)
- 2017 - Alessandro Serpieri, traduttore e anglista italiano (n. 1935)
- 2017 - Raymond Smullyan, matematico, filosofo e scrittore statunitense (n. 1919)
- 2017 - Giovanna Vizzari, poetessa e scrittrice italiana (n. 1930)
- 2017 - Joost van der Westhuizen, rugbista a 15 sudafricano (n. 1971)
- 2018 - James W. Sire, scrittore e editore statunitense (n. 1933)
- 2018 - Brunello Spinelli, pallanuotista italiano (n. 1939)
- 2018 - Věra Vančurová, ginnasta ceca (n. 1932)
- 2018 - Michael White, scrittore britannico (n. 1959)
- 2019 - Rudi Assauer, dirigente sportivo, allenatore di calcio e calciatore tedesco (n. 1944)
- 2019 - Manfred Eigen, chimico, fisico e biofisico tedesco (n. 1927)
- 2019 - Rosamunde Pilcher, scrittrice britannica (n. 1924)
- 2019 - Jairo do Nascimento, calciatore brasiliano (n. 1946)
- 2020 - Dick Atha, cestista statunitense (n. 1931)
- 2020 - Raphaël Coleman, attore e attivista britannico (n. 1994)
- 2020 - Hans Ueli Hohl, politico e dirigente d'azienda svizzero (n. 1929)
- 2020 - Gioacchino Illiano, vescovo cattolico italiano (n. 1935)
- 2020 - Jan Liberda, calciatore polacco (n. 1936)
- 2020 - Ola Magnell, cantante svedese (n. 1946)
- 2020 - André Neles, calciatore brasiliano (n. 1978)
- 2020 - Carlo Papini, editore italiano (n. 1933)
- 2020 - Nello Santi, direttore d'orchestra italiano (n. 1931)
- 2020 - Jhon Jairo Velásquez, criminale colombiano (n. 1962)
- 2021 - Jean Bayless, attrice teatrale e cantante britannica (n. 1932)
- 2021 - Nino Borsellino, storico della letteratura, critico letterario e italianista italiano (n. 1929)
- 2021 - Harry Fielder, attore britannico (n. 1940)
- 2021 - Giuseppe Orciari, politico italiano (n. 1923)
- 2021 - Roberto Reale, direttore della fotografia italiano (n. 1926)
- 2021 - George Shultz, politico e economista statunitense (n. 1920)
- 2022 - Sayyid Al-Qemany, islamista egiziano (n. 1947)
- 2022 - Angiolo Bandinelli, scrittore e politico italiano (n. 1927)
- 2022 - Susan Britton, cestista statunitense (n. 1949)
- 2022 - Maria Carrilho, politica portoghese (n. 1943)
- 2022 - Filippo Crivelli, regista teatrale italiano (n. 1928)
- 2022 - George Crumb, compositore e pianista statunitense (n. 1929)
- 2022 - Carmen De Min, antifascista e attivista italiana (n. 1934)
- 2022 - Alessio Felicino, giocatore di calcio a 5 italiano (n. 1981)
- 2022 - Ronnie Hellström, calciatore svedese (n. 1949)
- 2022 - Lata Mangeshkar, cantante indiana (n. 1929)
- 2022 - Frank Pesce, attore statunitense (n. 1946)
- 2022 - Happy Ruggiero, produttore discografico, compositore e cantante italiano (n. 1938)
- 2022 - Ilmārs Verpakovskis, calciatore lettone (n. 1958)
- 2023 - Peter Allen, calciatore inglese (n. 1946)
- 2023 - Greta Andersen, nuotatrice danese (n. 1927)
- 2023 - Christian Atsu, calciatore ghanese (n. 1992)
- 2023 - Renato Del Ponte, storico italiano (n. 1944)
- 2023 - Emory Kristof, fotografo statunitense (n. 1942)
- 2023 - Cemal Kütahya, pallamanista turco (n. 1990)
- 2023 - Eugene Lee, scenografo statunitense (n. 1939)
- 2023 - Nicolò Mineo, critico letterario, filologo e politico italiano (n. 1934)
- 2023 - John Moeti, calciatore sudafricano (n. 1967)
- 2023 - Alex Napier, batterista, polistrumentista e compositore britannico (n. 1947)
- 2023 - Květa Pacovská, illustratrice e scrittrice ceca (n. 1928)
- 2023 - Mario Puddu, politico italiano (n. 1926)
- 2023 - Tita Sajous, cestista francese (n. 1930)
- 2023 - Massimo Sgorbani, drammaturgo e scrittore italiano (n. 1963)
- 2023 - Lubomír Štrougal, politico cecoslovacco (n. 1924)
- 2023 - Billy Thomson, calciatore e allenatore di calcio scozzese (n. 1958)
- 2023 - Joe Violanti, comico, conduttore radiofonico e autore televisivo italiano (n. 1960)
- 2024 - John Bruton, politico e diplomatico irlandese (n. 1947)
- 2024 - Shreela Flather, politica britannica (n. 1934)
- 2024 - Miguel Ángel González, calciatore e dirigente sportivo spagnolo (n. 1947)
- 2024 - Seiji Ozawa, direttore d'orchestra giapponese (n. 1935)
- 2024 - Sebastián Piñera, politico e imprenditore cileno (n. 1949)
- 2024 - Wang Xi'An, artista marziale cinese (n. 1944)
- 2024 - Robert M. Young, regista, sceneggiatore e direttore della fotografia statunitense (n. 1924)
- 2024 - Stefan Jerzy Zweig, scrittore austriaco (n. 1941)
- 2025 - Owusu Ankomah, artista ghanese (n. 1956)
- 2025 - Ubaldo Bonuccelli, neurologo e scrittore italiano (n. 1949)
- 2025 - Luigi Guatri, economista italiano (n. 1927)
- 2025 - Kenneth Kitchen, egittologo britannico (n. 1932)
- 2025 - Stefano Landini, regista, sceneggiatore e montatore italiano (n. 1963)
- 2025 - Virginia Halas McCaskey, dirigente d'azienda statunitense (n. 1923)
- 2025 - Dick Meredith, hockeista su ghiaccio statunitense (n. 1932)
- 2025 - Aldo Tortorella, partigiano e politico italiano (n. 1926)

## Senza anno specificato(1)
- Paul Fischer, calciatore tedesco (n. 1882)